# Stanislao Medolago Albani
Stanislao Medolago Albani (Bergamo, 30 luglio 1851 – Bergamo, 3 luglio 1921) è stato un politico italiano, tra i protagonisti del movimento cattolico nazionale.

## Biografia
(L'Eco di Bergamo, don Clienze Bortolotti-4 luglio 1921)

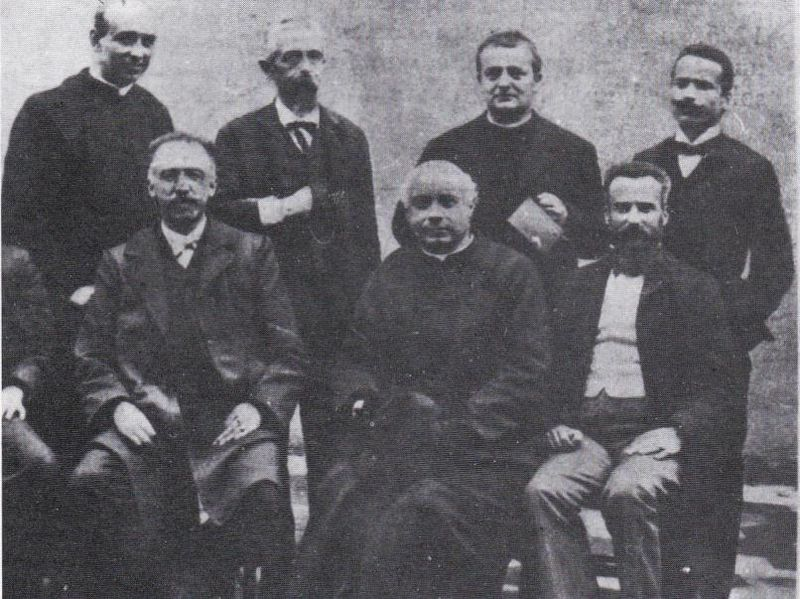
La presidenza del II gruppo generale dell'Opera dei Congressi. Stanislao Medolago Albani è il primo seduto a sinistra

Stanislao Medolago Albani nacque a Bergamo, figlio del conte Gerolamo della nobile famiglia Medolago-Albani, e da Benedetta de Maistre figlia di Joseph de Maistre che morì di parto alla sua nascita. Il padre Gerolamo sposò in seconde nozze la cognata Filomena il 10 maggio 1855, ma solo quattro mesi dopo il matrimonio morì d'epidemia colerica lasciando che fosse la nuova moglie a curarsi dell'educazione del giovane Stanislao. I suoi primi anni di vita si divisero tra Bergamo, Medolago e la Francia. I suoi maestri furono don Giovanni Torri, un canonico nella comunità di Calusco d'Adda e il vescovo di Bergamo Pietro Luigi Speranza.
Si recò  spesso in Francia per fare visita ai parenti materni, dove incontrò molte volte Charles-Louis Gay, che era stato importante collaboratore del cardinale Louis-Edouard-François-Desiré Pie.
Visse gli anni della sua gioventù nel periodo storico che vedeva la formazione del nuovo stato unitario che cercava di impedire l'influenza culturale cattolica sulla società che stava per nascere. Questo portò, da parte dei cattolici, alla nascita e allo sviluppo dell'associazionismo laicale. A diciassette anni Stanislao fu nominato segretario della «Società per gli Interessi Cattolici» e presidente del «Circolo San luigi» della Gioventù Cattolica. Si impegnò alla ricerca di una soluzione alla questione sociale che a causa della crescente industrializzazione avrebbe provocato la soppressione del sistema cooperativo creando il pericolo di un incremento del socialismo in Italia.
Nel 1873 sposò Maria Luisa Callori, originaria di Vignale, da cui ebbe quattro figli: Gerolamo, Pio Leone, Federico (che morì a soli diciassette anni di tifo), e Benedetta (che si dedicò alla vita religiosa).
Fondò e guidò il circolo Operaio «San Giuseppe» che arrivò ad avere millecinquecento iscritti, con opere di soccorso e di assistenza pubblica. Malgrado il divieto di partecipare alle elezioni politiche dello Stato italiano, emanato nel 1868 dalla Santa Sede (non expedit), i bergamaschi cattolici parteciparono alle elezioni amministrative, e Medolago nel 1880 fu eletto consigliere comunale di Bergamo nelle elezioni parziali, e successivamente nelle elezioni del 1887/88. Rimase attivo come consigliere comunale per ben trent'anni. Le attività dei cattolici di Bergamo seguivano e dipendevano dall'Opera dei congressi e dei comitati cattolici, che vide l'appoggio del vescovo Gaetano Camillo Guindani, la presenza di Nicolò Rezzara e Giambattista Caironi. 
Dopo l'elezione nel consiglio comunale, nel 1882 fu eletto in quello provinciale diventando dapprima vicepresidente (1889) e dal 1894 al 1909 presidente. Con il Rezzara fondò il Piccolo Credito Bergamasco (poi Credito Bergamasco).
Nel 1885 divenne presidente della II sezione permanente dell'Opera dei congressi («Economia sociale cristiana»). Ebbe l'occasione di conoscere Giuseppe Toniolo. Tra i due intellettuali nacque un'amicizia, rapporto che sarà particolarmente duraturo e operoso. Il suo programma s'ispirò all'Unione cattolica internazionale di Friburgo, che lo avevano visto partecipe. A Lucca nel 1887 al VII congresso nazionale fu eletto nel Comitato generale permanente dell'Opera dei congressi.
Essendo uno dei massimi dirigenti del movimento sociale cattolico rigettava il concetto di eguaglianza elaborato dal socialismo, e neppure dell'individualismo e del liberalismo pur accettandone le parti che considerava positive. Riteneva che le richieste della classe operaia che si stava modificando con la nuova industrializzazione, erano diritti intoccabili. Riteneva parimenti che anche la parte imprenditoriale avesse dei diritti e che quindi era necessaria la formazione di cooperative che fossero solidali con entrambi. Medolago Albani propose che il Parlamento intervenisse sulla questione. Dichiarò più volte la necessita di nuove leggi che vedeva risolte nelle formazione delle nuove corporazioni che non erano in contrasto con la libertà economica ma si basava sull'istituzionalizzazione dei rapporti tra le classi sociali, degli operai e degli imprenditori. Nel suo intervento all'VIII congresso cattolico (Lodi, 21-23 ottobre 1890) dichiarò l'importanza dello Stato presente nelle problematiche sociali ponendosi come intermediario legislatore tra le diverse organizzazioni.
L'enciclica di papa Leone XIII Rerum novarum (1891) invitò i laici e il clero a non eludere i problemi sociali sostenendo le necessità equilibrandole anche con chi sosteneva il cattolicesimo più rigoroso. Questo allontanò Medolago da Giovanni Battista Paganuzzi e nel 1899 guardò con particolare interesse il nascere del nuovo movimento della Democrazia Cristiana di Romolo Murri. Nel 1904 il bergamasco chiarì quali dovevano essere secondo lui le caratteristiche delle associazioni sociali cattoliche. Queste dovevano dichiararsi pubblicamente cattoliche aderenti al II gruppo, dovevano essere miste nei membri delle diverse classi sociali. Nel 1904 fu sciolta l'Opera dei congressi, rimanendo solo il II gruppo: proprio quello da lui presieduto. Medolago Albani dichiarò che lo scioglimento era causato dall'impronta sociale dei seguaci di Murri sconfinata «dai limiti assegnati al sociologo cristiano» e portata ad «abbracciare e confondere in una sola azione questioni filosofiche e religiose […] con concetti e intendimenti che potevano lasciare fondato dubbio sulla ortodossia dei principi». Per questo nel 1905 il gruppo cambio nome diventando «Unione economico sociale». 

Nel primo decennio del XX secolo le casse rurali e le società di mutuo soccorso cattoliche diventarono oltre 5000.
Nel 1905 Medolago confessò il suo insuccesso a disciplinare i numerosi democratici cristiani impegnati socialmente. Egli, fedele a papa Pio X, riteneva che la confessionalità del sindacato indicasse anche quali erano i dettami dei vescovi e della Santa Sede. Medolago Albani trovò che era stato un errore lo sciopero del 1909 a Ranica organizzato dall'Ufficio del Lavoro che giudicò «gran birbonata» e «con imperdonabile leggerezza dai dirigenti dell'Ufficio del lavoro» L'anno successivo fu eletto presidente della scuola sociale cattolica appena costituita. Nel 1912 denunciò l'eccessiva contrapposizione del modello socialista con gli industriali: riteneva che lo sciopero fosse uno strumento non sempre d'utilità, portando a volte più danno del risultato ottenuto, che portavano al dover creare associazioni di soli padroni. Malgrado nel 1914 il periodico «Civiltà Cattolica» pubblicasse alcuni articoli di appoggio alla linea del Medolago, egli era consapevole che le sue leggi non erano accettate da buona parte degli iscritti delle leghe del lavoro dichiarate cattoliche che distribuite su tutto il territorio erano ben 636. Allontanato da molti dopo la morte di Pio X, e anche a causa del primo conflitto mondiale uscì lentamente dalla scena nazionale. Il 25 marzo 1920 l'Unione economico sociale fu definitivamente sciolta.
 
Stanislao Medolago Albani morì l'anno successivo. Il suo corpo fu inumato nella cappella di famiglia del cimitero di Medolago.

## Ascendenza
|                                                        |                          |                                                         | Genitori                                     |  |  | Nonni |  |  | Bisnonni                 |  |  | Trisnonni |  |
|                                                        |                          |                                                         |                                              |  |  |       |  |  | Gerolamo Medolago Albani |  |  | …         |  |
|                                                        |                          |                                                         |                                              |  |  |       |  |  | Gerolamo Medolago Albani |  |  | …         |  |
|                                                        |                          | …                                                       |                                              |  |  |       |  |  | Gerolamo Medolago Albani |  |  |           |  |
| Giovanni Giacomo Medolago Albani                       |                          |                                                         |                                              |  |  |       |  |  | Gerolamo Medolago Albani |  |  |           |  |
|                                                        |                          | Caterina Zanchi                                         | …                                            |  |  |       |  |  |                          |  |  |           |  |
|                                                        |                          | Caterina Zanchi                                         | …                                            |  |  |       |  |  |                          |  |  |           |  |
|                                                        |                          | Caterina Zanchi                                         | …                                            |  |  |       |  |  |                          |  |  |           |  |
| Gerolamo Medolago Albani, conte                        |                          | Caterina Zanchi                                         |                                              |  |  |       |  |  |                          |  |  |           |  |
|                                                        |                          | …                                                       | …                                            |  |  |       |  |  |                          |  |  |           |  |
|                                                        |                          | …                                                       | …                                            |  |  |       |  |  |                          |  |  |           |  |
|                                                        |                          | …                                                       | …                                            |  |  |       |  |  |                          |  |  |           |  |
| Giulia Grumelli Pedrocca                               |                          | …                                                       |                                              |  |  |       |  |  |                          |  |  |           |  |
|                                                        |                          | …                                                       | …                                            |  |  |       |  |  |                          |  |  |           |  |
|                                                        |                          | …                                                       | …                                            |  |  |       |  |  |                          |  |  |           |  |
|                                                        |                          | …                                                       | …                                            |  |  |       |  |  |                          |  |  |           |  |
| Stanislao Medolago Albani, conte                       |                          | …                                                       |                                              |  |  |       |  |  |                          |  |  |           |  |
|                                                        | Joseph de Maistre, conte | François-Xavier de Maistre, conte                       |                                              |  |  |       |  |  |                          |  |  |           |  |
|                                                        | Joseph de Maistre, conte | François-Xavier de Maistre, conte                       |                                              |  |  |       |  |  |                          |  |  |           |  |
|                                                        | Joseph de Maistre, conte | Christine de Motz de La Salle                           |                                              |  |  |       |  |  |                          |  |  |           |  |
| Rodolphe de Maistre, conte                             | Joseph de Maistre, conte |                                                         |                                              |  |  |       |  |  |                          |  |  |           |  |
|                                                        |                          | Franceline Morand de Saint-Sulpice                      | Jean-Pierre Morand de Saint-Sulpice          |  |  |       |  |  |                          |  |  |           |  |
|                                                        |                          | Franceline Morand de Saint-Sulpice                      | Jean-Pierre Morand de Saint-Sulpice          |  |  |       |  |  |                          |  |  |           |  |
|                                                        |                          | Franceline Morand de Saint-Sulpice                      | Anne-Marie Favier du Noyer                   |  |  |       |  |  |                          |  |  |           |  |
| Bénédicte de Maistre                                   |                          | Franceline Morand de Saint-Sulpice                      |                                              |  |  |       |  |  |                          |  |  |           |  |
|                                                        |                          | François Frédéric de Plan de Sieyès de Veynes, marchese | Jean Marie de Plan de Sieyès                 |  |  |       |  |  |                          |  |  |           |  |
|                                                        |                          | François Frédéric de Plan de Sieyès de Veynes, marchese | Jean Marie de Plan de Sieyès                 |  |  |       |  |  |                          |  |  |           |  |
|                                                        |                          | François Frédéric de Plan de Sieyès de Veynes, marchese | Marguerite Emilie Esther de Veynes           |  |  |       |  |  |                          |  |  |           |  |
| Charlotte Espérance Azélie de Plan de Sieyès de Veynes |                          | François Frédéric de Plan de Sieyès de Veynes, marchese |                                              |  |  |       |  |  |                          |  |  |           |  |
|                                                        |                          | Marie Marguerite de Laurencin                           | Jean Espérance de Laurencin                  |  |  |       |  |  |                          |  |  |           |  |
|                                                        |                          | Marie Marguerite de Laurencin                           | Jean Espérance de Laurencin                  |  |  |       |  |  |                          |  |  |           |  |
|                                                        |                          | Marie Marguerite de Laurencin                           | Marie Anne Julienne d'Assier de La Chassagne |  |  |       |  |  |                          |  |  |           |  |
|                                                        |                          | Marie Marguerite de Laurencin                           |                                              |  |  |       |  |  |                          |  |  |           |  |